# Adamin
Adamin (anglicky adamite), chemický vzorec Zn2(AsO4) (OH), je minerál ze skupiny arsenátů. Byl pojmenován v roce 1866 Charlesem Friedelem, který ho pojmenoval podle Gilberta-Joseph Adama. Adam pracoval jako auditor financí pro Francouzskou vládu. Byl velmi bohatý a vlastnil velikou sbírku, která posloužila k mnoha objevům nových nerostů, včetně adaminu.

## Vznik
Sekundární na ložiskách rud Zn, vzniká oxidací partií rudních žil.

## Vlastnosti
- Fyzikální vlastnosti: Tvrdost 3,5, křehký, hustota 4,4 g/cm³, štěpnost nedokonalá podle {010} a dobrá dle {101}, lom nerovný až lasturnatý.
- Optické vlastnosti: Barva může být žlutozelená, žlutá, zelená, fialová nebo bezbarvá. Lesk skelný, průhlednost: průhledný, průsvitný, vryp bílý, luminiscence.
- Chemické vlastnosti: Složení: Zn 45,61 %, As 26,13 %, H 0,35 %, O 27,90 %, příměsi Cu a Co, znatelně šumí při kontaktu s většinou kyselin.

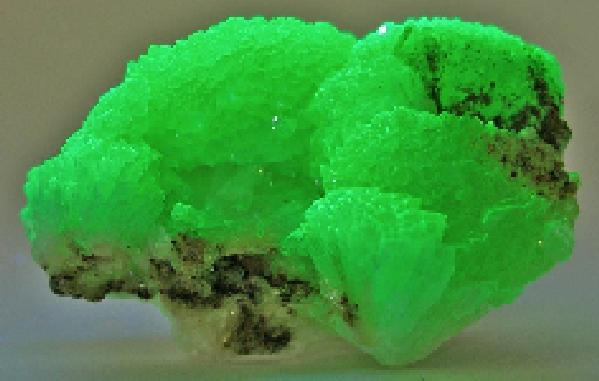
luminiscence adaminu

## Parageneze
Limonit, Beaverit, Goethit, Hemimorfit, Smithsonit

## Využití
Adamin je poměrně vzácný a sběratelsky atraktivní nerost. Může nám posloužit také jako indikátor zinku nebo alterace minerálů.

## Odrůdy

### Kuproadamin
Kuproadamin je tmavě zeleně zbarvená odrůda minerálu adaminu. Zelená barva je způsobená příměsí mědi, tudíž se jedná o nerost vázaný převážně na ložiska Zn a Cu. Nejčastěji se vyskytuje v asociaci se síranem beaveritem obohaceným taktéž o měď. Jedná se o sběratelskou raritu a krásné a velmi cenné vzorky pocházejí z lokality Tsumeb v Namibii.

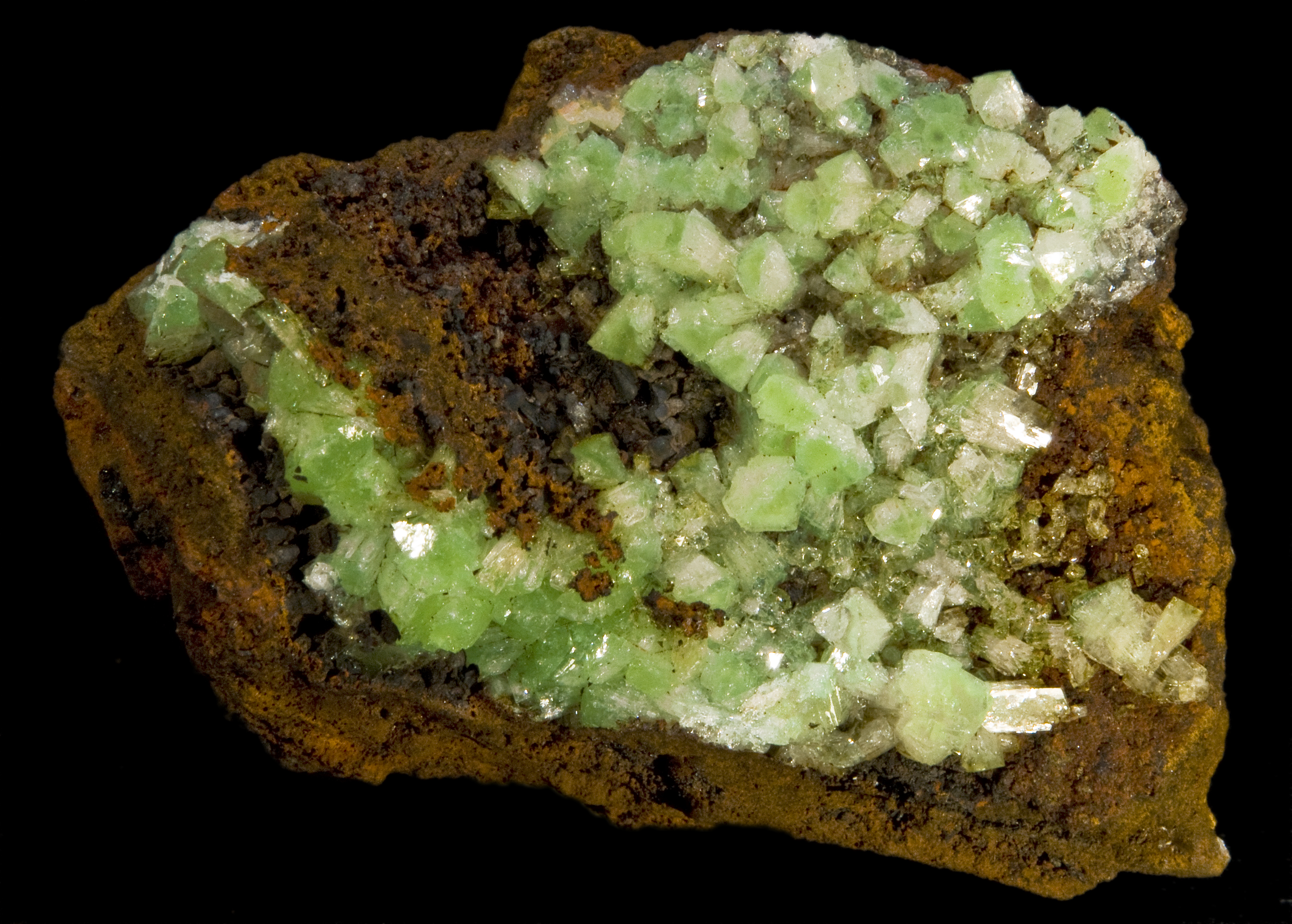
krystaly kuproadaminu

## Výskyt
- Mapimi, Durango, Mexiko (výskyt velmi vzácných fialových krystalů)
- Tsumeb, Namibie (výskyt kuproadaminů)
- Laurion, Řecko